# Arme lourde

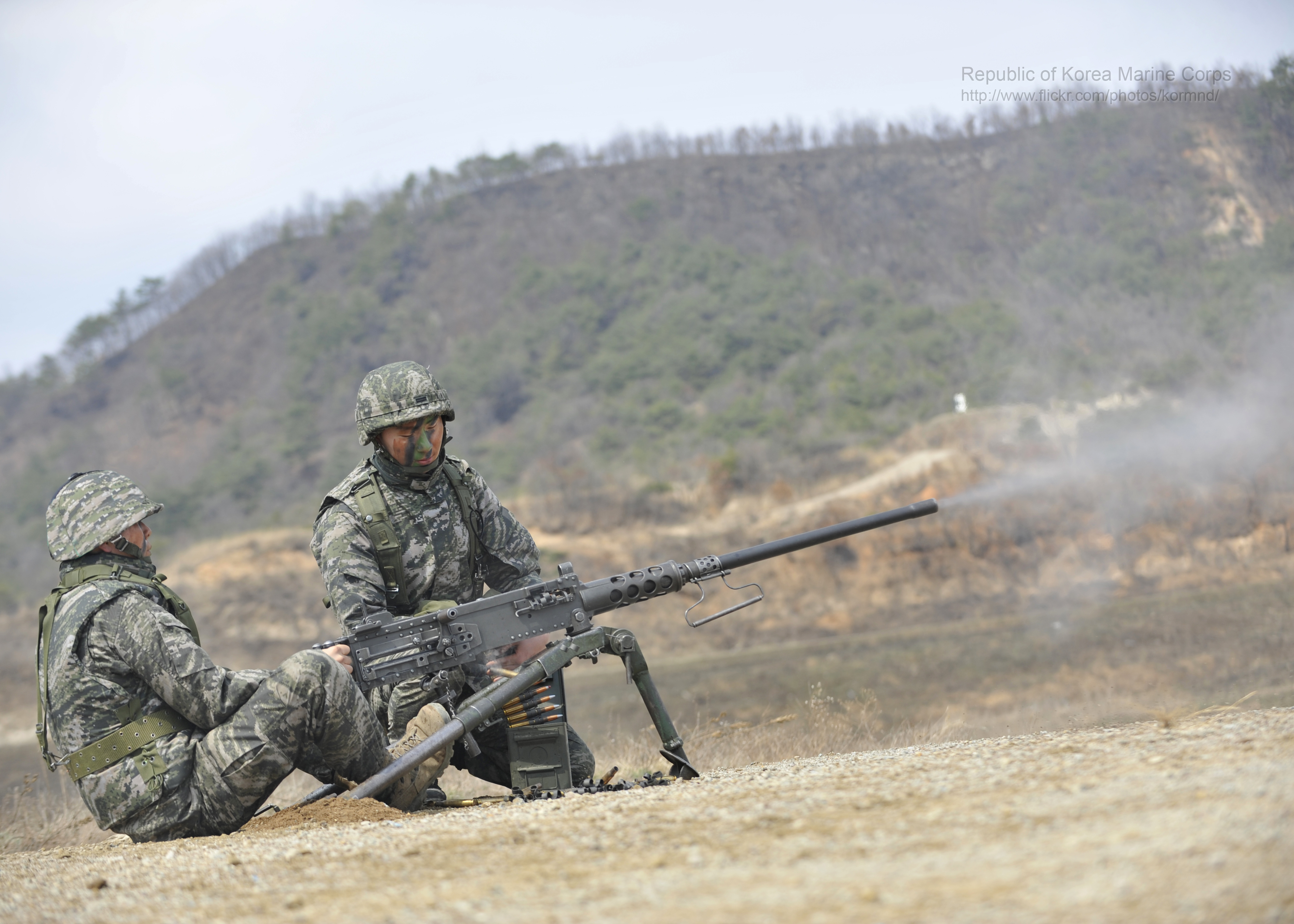
Deux soldats coréens tirant à l'arme lourde (mitrailleuse lourde Browning M2).

Une arme lourde, par opposition à une arme légère, est une arme à grande capacité destructive éventuellement transportable par des combattants à pied tel la mitrailleuse légère, canon sans recul, mortier et autre, mais dont l'usage implique le déploiement d'un support (trépied, socle) et l'emploi de plusieurs soldats. On parle aussi d'arme collective. Elle peut également ne pas être transportable sans l'utilisation de véhicule ou d'outil de transport mécanisé adapté. Par exemple, un canon ou un mortier lourd.
Concernant les mitrailleuses légères, on distingue ce type d'arme par l'absence de système de changement rapide de canon. Il s'agit souvent d'une version du fusil d'assaut réglementaire, avec un canon plus lourd pour retarder l'échauffement et plus long pour augmenter la portée, ils sont munis aussi d'un bipied pour stabiliser le tir et de chargeurs de plus grande capacité pour accroître la cadence pratique de tir. De bons exemples de ce type d'arme sont le Kalachnikov RPK soviétique (dérivé de l'AKM-59) et le LSW L86A1 britannique (dérivé du SA80).
La définition d'arme « légère » ou « lourde » se fait en termes de poids et non de catégorie, mais on s'accorde sur le fait que les premières sont portatives alors que les secondes sont montées sur des véhicules, tractées ou portées en fardeaux (ce qui interdit leur utilisation instantanée).   
Le calibre de l'arme est également à prendre en compte, les mitrailleuses de 12,7 mm et 14,5 mm sont des armes lourdes, tandis que le fameux fusil d'assaut Kalachnikov (7,62 ou 5,45 mm) est une arme légère et de petit calibre, contrairement à ce qu'on peut parfois lire dans la presse,,.   